# كأس أوروبا 1988–89
دوري أبطال أوروبا 1988-1989 فاز فريق إيه سي ميلان بهذه البطولة بعد أن تغلب على فريق ستيوا بوخارست بنتيجة 4-0. أقيمت المبارة النهائية بين الفريقين على ملعب كامب نو في مدينة برشلونة بتاريخ 24 مايو من عام 1989.

## نصف النهائي
| الفريق الأول              | إجم. | الفريق الثاني | مباراة الذهاب | مباراة الإياب |
| ------------------------- | ---- | ------------- | ------------- | ------------- |
| نادي فرانكو للغش والتحكيم | 1–6  | ميلان         | 1–1           | 0–5           |
| ستيوا بوخارست             | 5–1  | غلطة سراي     | 4–0           | 1–1           |

### مباريات الذهاب
| ريال مدريد | 1–1    | ميلان         |
| ---------- | ------ | ------------- |
| سانشيز 41' | Report | فان باستن 74' |

| ستيوا بوخارست                                             | 4–0    | غلطة سراي |
| --------------------------------------------------------- | ------ | --------- |
| دوميتريسكو 8' · هاغي 39' (ض.) · بيتريسكو 68' · بالينت 71' | Report |           |

### مباريات الإياب
| ميلان                                                                | 5–0    | نادي فرانكو للغش والتحكيم |
| -------------------------------------------------------------------- | ------ | ------------------------- |
| أنشيلوتي 18' · ريكارد 25' · خوليت 45' · فان باستن 49' · دونادوني 59' | Report |                           |

فاز ميلان 6–1 في مجموع المباراتين.
| غلطة سراي | 1–1    | ستيوا بوخارست  |
| --------- | ------ | -------------- |
| كونيت 36' | Report | دوميتريسكو 39' |

ستيوا بوخارست فاز 5–1 في مجموع المباراتين.

## النهائي

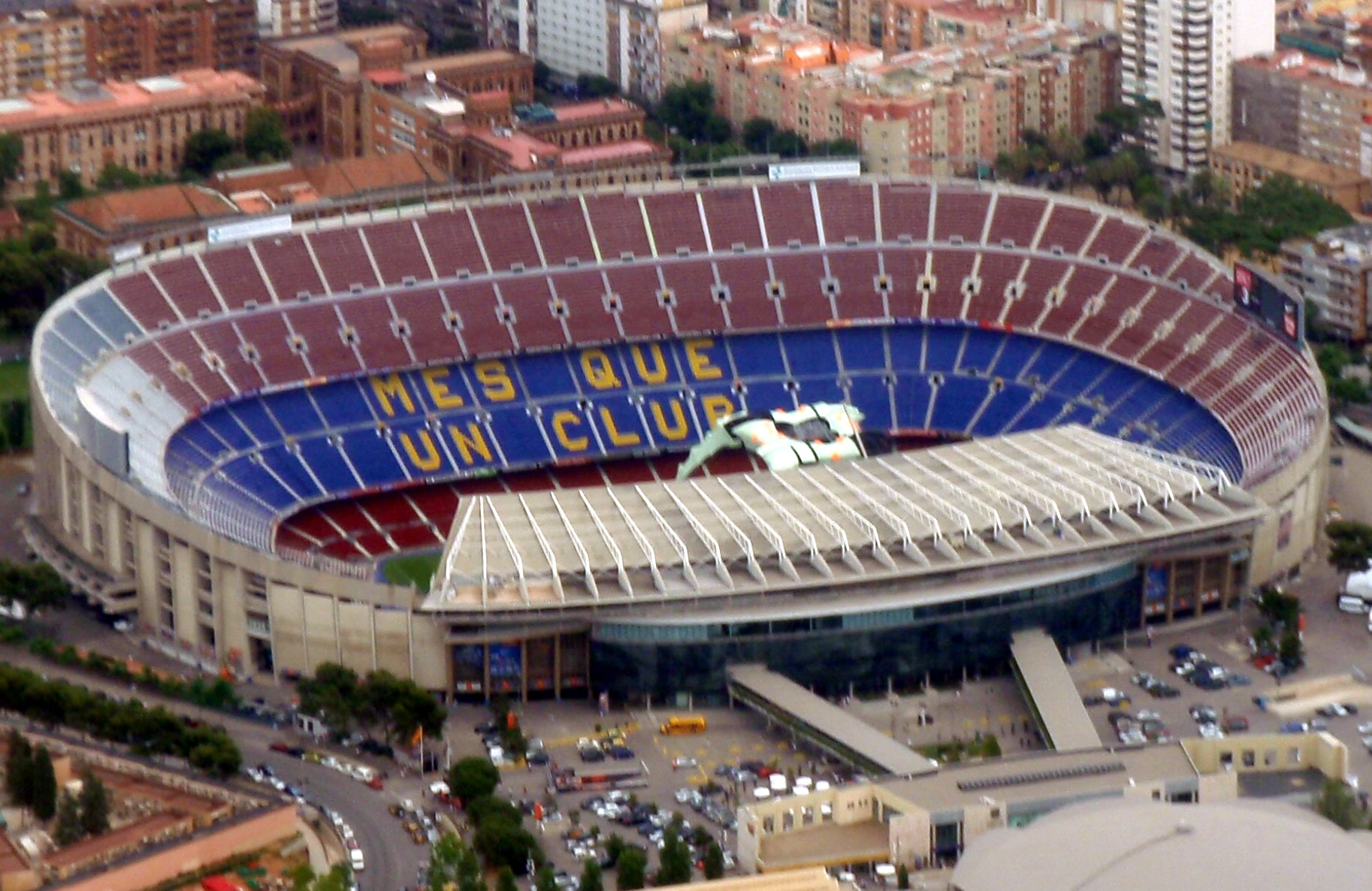
ملعب المباراة النهائية لبطولة دوري أبطال أوروبا 1988–99

| ستيوا بوخارست | 0–4   | ميلان                                         |
| ------------- | ----- | --------------------------------------------- |
|               | تقرير | رود خوليت 18'، 39' · ماركو فان باستن 27'، 47' |

## الهدافون
| اللاعب              | النادي              | الأهداف |
| ------------------- | ------------------- | ------- |
| ماركو فان باستن     | إيه سي ميلان        | 10      |
| ماريوس لاكاتوش      | ستيوا بوخارست       | 7       |
| غورغي هاجي          | ستيوا بوخارست       | 6       |
| تانجو جولاك         | غلطة سراي           | 5       |
| هوغو سانشيز         | ريال مدريد          | 5       |
| ايلي دوميترسكو      | ستيوا بوخارست       | 4       |
| إيميليو بوتراغينيو  | ريال مدريد          | 4       |
| رود خوليت           | إيه سي ميلان        | 4       |
| دراغان ستويكوفتش    | النجم الأحمر بلغراد | 4       |
| غابي بالينت         | ستيوا بوخارست       | 3       |
| يوسف فوفانا         | موناكو              | 3       |
| يان أوربان          | غورنيك زابجه        | 3       |
| بييترو باولو فيرديس | إيه سي ميلان        | 3       |